# 斗換坪
斗換坪，又寫為斗煥坪，是臺灣苗栗縣頭份市的一個傳統地域名稱，位於該區東部。相較於今日行政區，其範圍大致包括斗煥里、新華里、流東里西南端。

## 歷史
古時為賽夏族大頭目樟加禮婿養子黃斗乃（黃祈英）所設之交易所，故稱「斗換坪」。
台灣清治末期至日治初期，斗換坪地區為一街庄，稱為「斗換坪庄」，隸屬於竹南一堡。該庄北與興隆庄為鄰，南邊隔中港溪與內灣庄、東興庄為界，西邊為頭份庄。
1901年（日治明治三十四年）11月，全台廢縣廳改設二十廳，該庄隸屬於新竹廳。1909年（明治四十二年）10月，合併二十廳為十二廳，該庄隸屬不變。1920年（大正九年），廢十二廳改設五州二廳，該庄改制為「斗換坪」大字，隸屬於新竹州竹南郡頭分庄。1940年6月，頭分庄升格為頭分街。
戰後頭分街改制為頭份鎮，隸屬於新竹縣，大字亦改制為里。1950年桃、竹、苗分治，頭份鎮改隸屬於苗栗縣。2015年10月，因人口超過10萬，頭份鎮升格為頭份市。

## 交通
縣道124號是竹南至獅潭的道路，大致以橫向轉西北西—東南東走向經過斗換坪地區中北部地帶，向西可前往頭份市區、竹南，向東可前往三灣、南庄、獅潭。

## 學校
- 大成高中
- 興華高中
- 斗煥國小
- 僑善國小（小部分）

## 廟宇
- 頭份大化宮（三山國王廟）

## 軍隊
- 中華民國陸軍步兵第二四九旅